# More-AA-janaica
『more-AA-janaica』（モウエエジャナイカ）は、怒髪天のスタジオ・アルバムである。2023年3月22日発売。

## 概要
ジャケットデザインはアート・ディレクター、デザイナーの木村豊によるもの。初回生産限定盤には、今作の歌詞からインスパイアした完全撮り下ろしの写真集「DA・SO・KU」（A4サイズ・フルカラー36P）が付属されている。
また、同年5月から7月にかけて本作を提げた全国ツアー『more-AA-janaica TOUR 〜もうええじゃないか、もう〜』が開催された。

## 収録曲

### CD
| 全作詞: 増子直純、全作曲: 上原子友康。 |                                        |          |            |      |
| #                                      | タイトル                               | 作詞     | 作曲・編曲 | 時間 |
| 1.                                     | 「令和（狂）哀歌〜れいわくれいじぃ〜」 | 増子直純 | 上原子友康 | 3:44 |
| 2.                                     | 「OUT老GUYS」                          | 増子直純 | 上原子友康 | 5:27 |
| 3.                                     | 「ジャナイWORLD」                      | 増子直純 | 上原子友康 | 3:13 |
| 4.                                     | 「一択逆転ホームラン」                 | 増子直純 | 上原子友康 | 3:17 |
| 5.                                     | 「たからもの」                         | 増子直純 | 上原子友康 | 4:08 |
| 6.                                     | 「Go自愛」                             | 増子直純 | 上原子友康 | 1:48 |
| 合計時間:                              | 合計時間:                              | 21:37    |            |      |